# Lille Løve
Lille Løve (Leo Minor) er et stjernebillede på den nordlige himmelkugle.